# Jimmy Connor (cầu thủ bóng đá, sinh năm 1938)
James Connor (sinh ngày 28 tháng 11 năm 1938) là một cựu cầu thủ bóng đá nghiệp dư người Anh thi đấu ở vị trí Outside left cho Darlington ở Football League. Ông có màn ra mắt on 11 tháng 9 năm 1965, trong thất bại 2–1 trên sân khách trước Port Vale tại Fourth Division, và thi đấu thêm 2 trận nữa. Trước đó ông tham gia bóng đá non-league cùng với Stanley United.